# Erskine-Gletscher
Der Erskine-Gletscher ist ein rund 25 km langer Gletscher an der Loubet-Küste des Grahamlands auf der Antarktischen Halbinsel. Er mündet nördlich des Hopkins-Gletschers in die Darbel Bay. 
Laut einer ersten Vermessung des Falkland Islands Dependencies Survey (FIDS) sollte der Eisstrom, der damals als West-Gould-Gletscher benannt worden war, gemeinsam mit dem Gould-Gletscher eine transversale Senke durch Grahamland bilden. Weiterführende Untersuchungen im Jahr 1957 ergaben jedoch, dass es zwischen beiden Gletschern keine topografische Verbindung gibt. Benannt ist der Gletscher nach Angus Bruce Erskine (1928–2006), Leiter der FIDS-Gruppe, die zur Aufklärung der Anordnung dieser Gletscher beitrug.